# Střešovický hřbitov

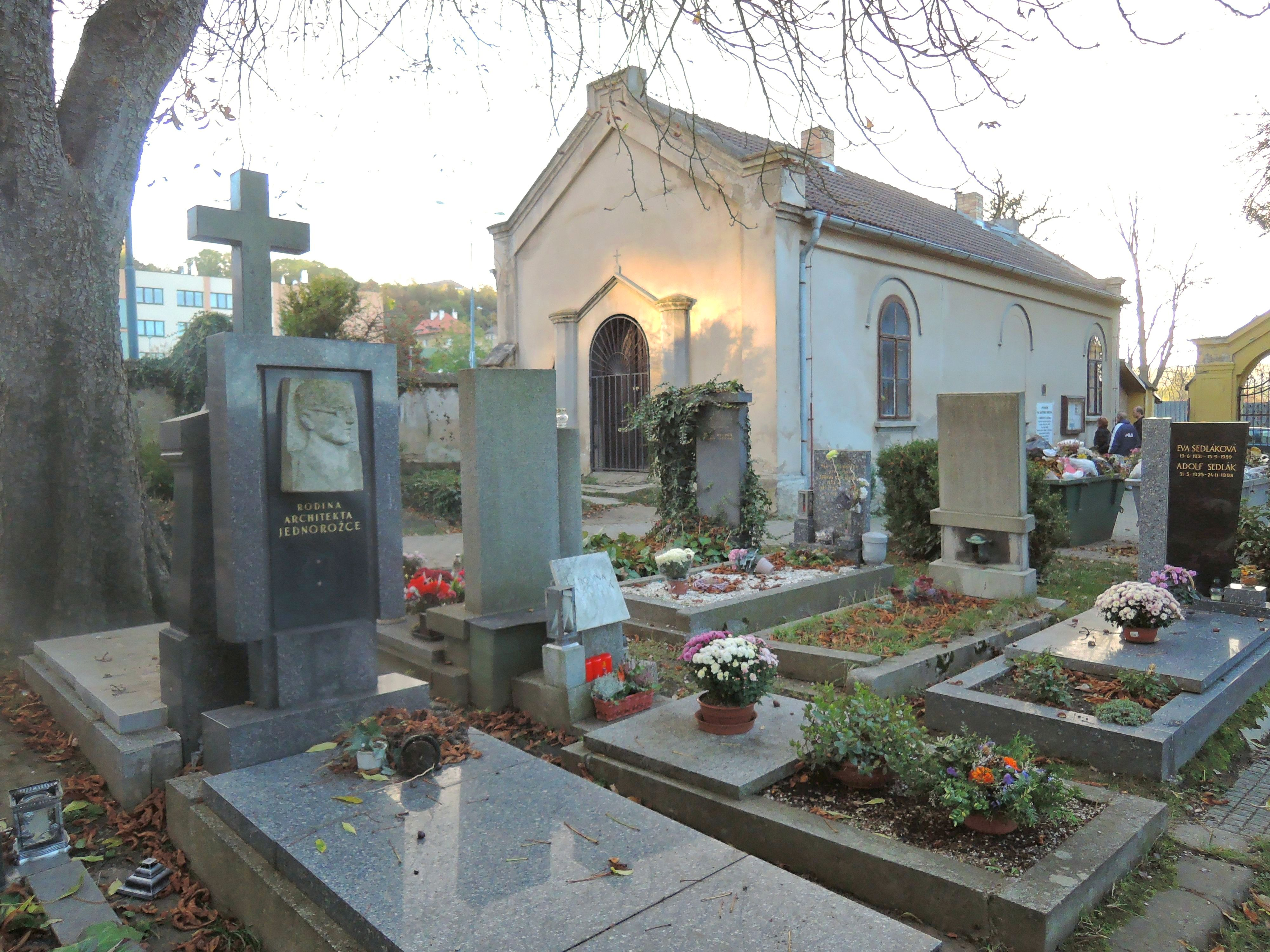
Hřbitovní kaple s márnicí

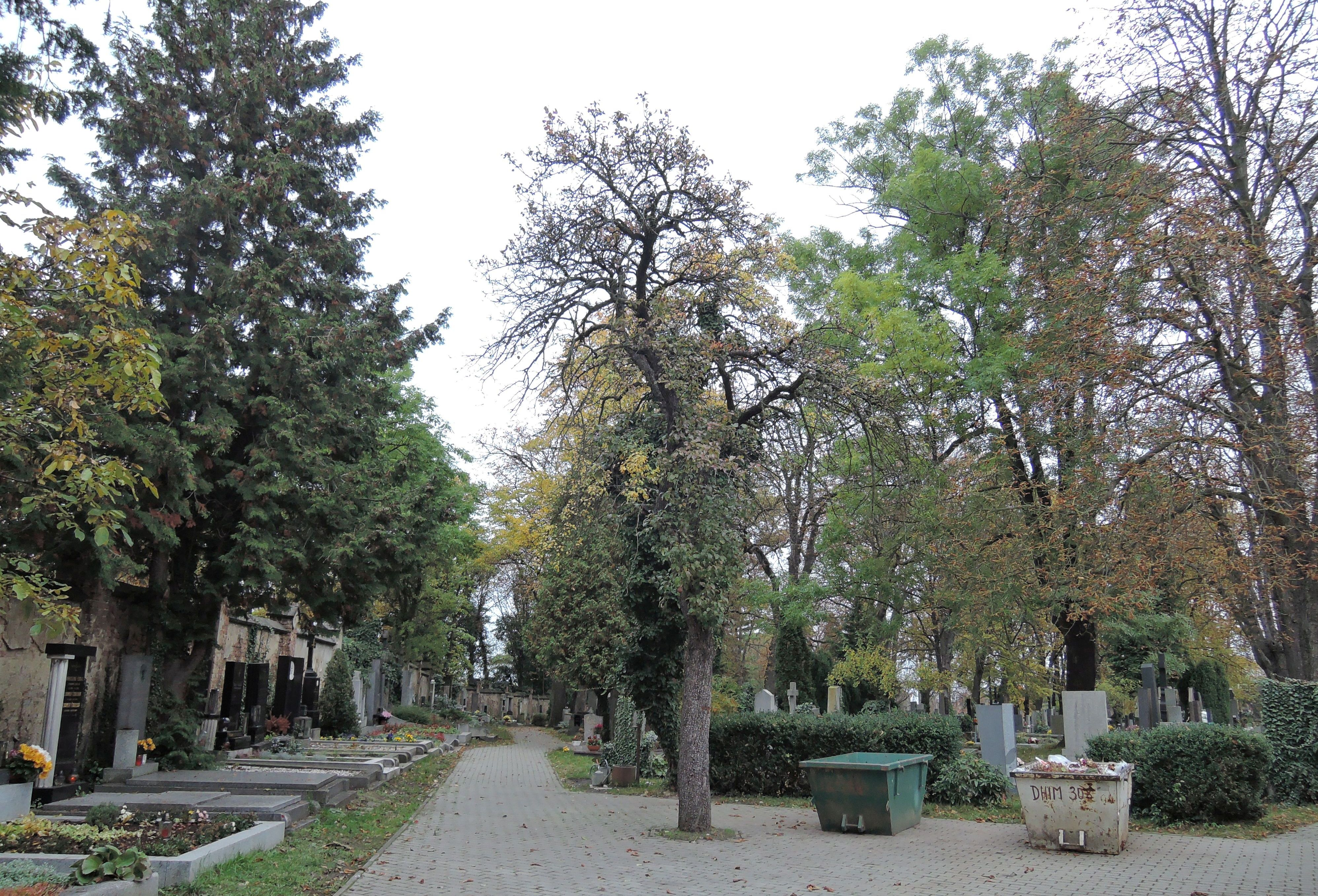
Střešovický hřbitov – vstupní partie

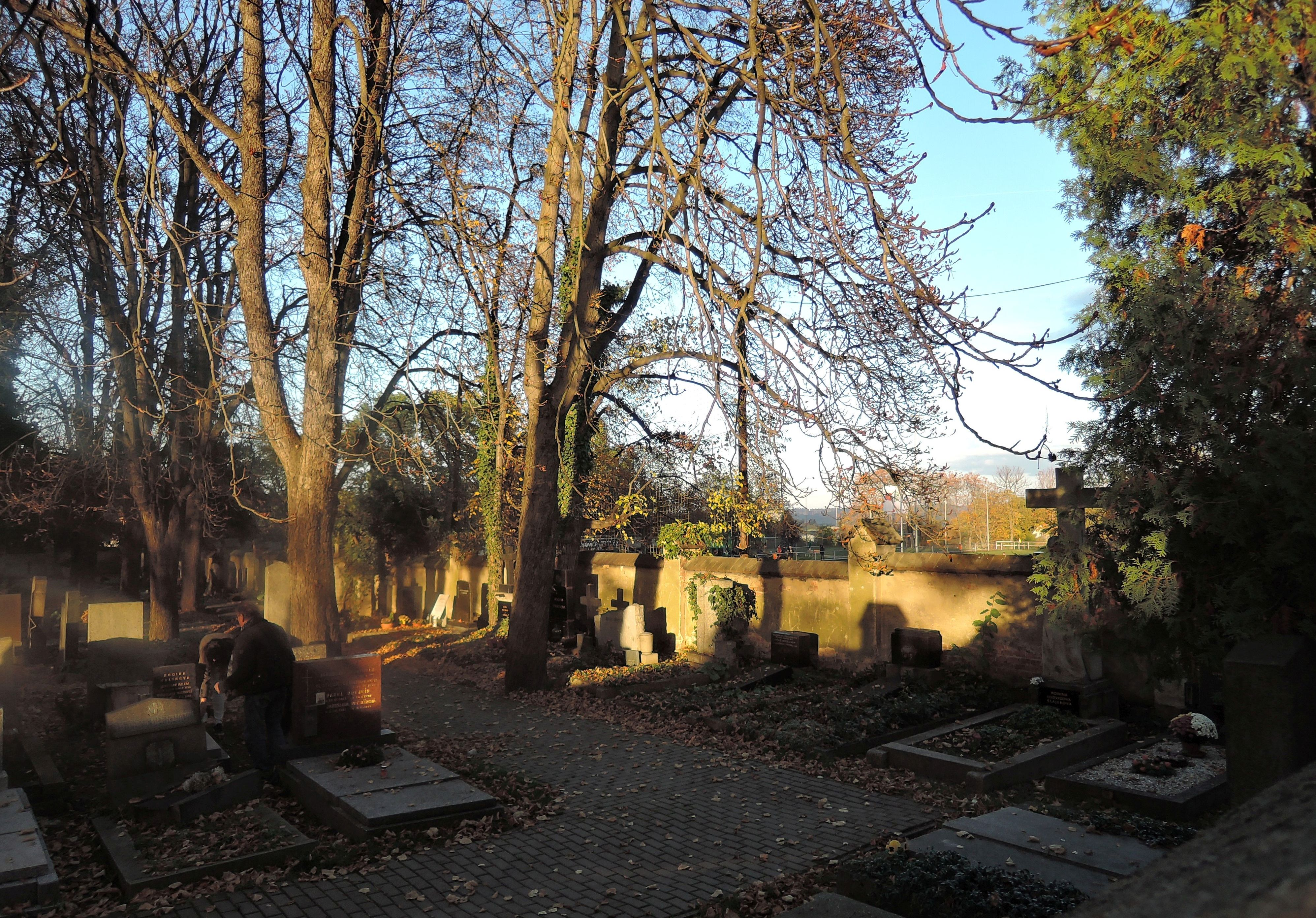
Střešovický hřbitov

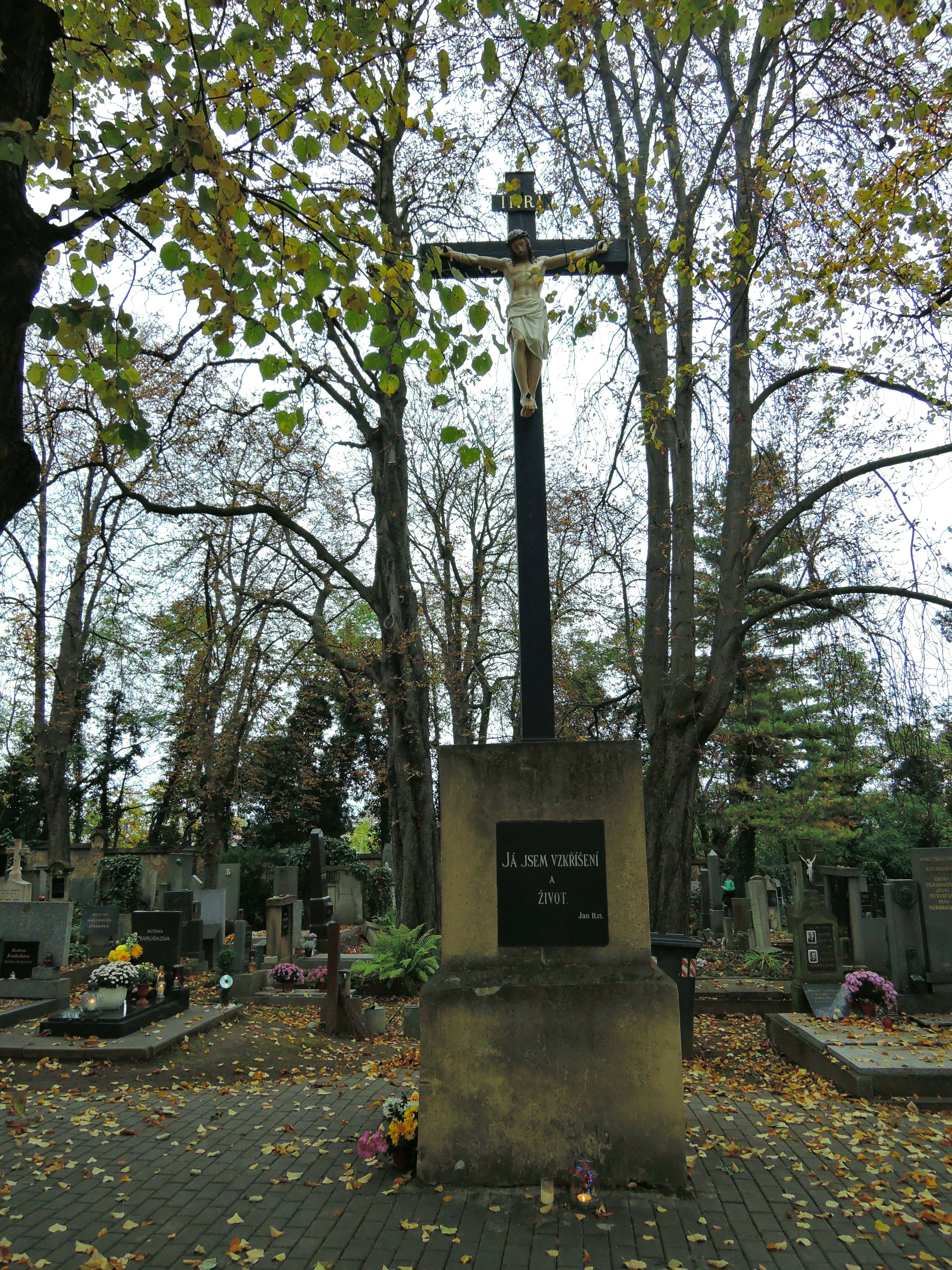
Kříž uprostřed hřbitova

Střešovický hřbitov je malý hřbitov v Praze 6 v městské čtvrti Střešovice v ulici Cukrovarnická 15/131. Hřbitov spravuje příspěvková organizace Hřbitovy a pohřební služby hl. m. Prahy, Hřbitovní správa Malvazinky a Bubeneč.

## Situace
Hřbitov je situován v rovině, západně od čtvrti Ořechovka nad Buštěhradskou dráhou, sousedí s fotbalovým hřištěm SK Střešovice 1911, je zarostlý kaštany, javory a topoly. Dříve k němu od Chládkova zahradnictví vedla malebná kaštanová alej, kterou dalo ONV Prahy 6 v 70. letech 20. století vykácet a vystavět při ní panelové domy, mj. sídlo OPBH. Cesta byla přehrazena plotem, jeden z obou paneláků byl zbourán a nahrazen parkovištěm. Ke konci 10. let 21. století byly na místě panelového domu a parkoviště postaveny nové bytové domy. Cesta od hřbitova k zahradnictví je opět průchozí, avšak na noční hodiny se uzamyká.
Hřbitov má rozlohu 0,61 ha a k roku 2001 zde bylo evidována 21 hrobek a 1100 urnových hrobů. Uprostřed hřbitova je na podstavci dřevěný kříž s kamenným korpusem ukřižovaného Krista, označený na podstavci letopočtem 1900.

## Historie
Hřbitov byl oficiálně založen roku 1900, ale vstupní brána, budova kaple s márnicí a první pohřby se datují do let 1897–1898. Patřil k farnosti sv. Norberta ve Střešovicích. Od kostelíka svatého Jana v trní na Jenerálce v Šárce, kam byly Střešovice do roku 1887 přifařeny, sem byly přeneseny některé rodinné náhrobky, které byly zasazeny do hřbitovní zdi. Hřbitov na Jenerálce po roce 1900 zanikl.
Společnou hrobku zde mají řeholní sestry apoštolátu sv. Františka.

## Hroby osobností
- Architekti: Petr F. Bílek (1946–2014); Otakar Cibulka (1896–1956); Erik Fiala (padl 5. 5. 1945); Alois Hasil (1892–1953); stavitel a architekt Antonín Jednorožec (1896–1964), Vladimír Ježek; Vladimír Ježek mladší; Libor Pech (1929–2009); Josef Vlček (1923–2003);
- Sochaři: Olga Hendrychová (1910–1986); Ladislav Kozák (1934–2007);
- Malíři a grafici: Emil Filla; Hana Fillová, Rudolf Brachtl (1892–1981) malíř a legionář;[1] Vladimír Šolta;
- Hudebníci: dirigent Iša Krejčí, zpěvák Milan Chladil, operní pěvkyně Ludmila Dvořáková; skladatel Štěpán Lucký (1919–2006);
- Scenáristé, režiséři a herci: Jaromír Pleskot, Miloš Smetana, Ladislav Egert; rozhlasový režisér a redaktor Ota Nutz, Josef Větrovec,[2] Jiřina Švorcová,
- Spisovatelé: Hana Klenková;
- Historikové: estetik Jan Mukařovský, archeoložka Helena Olmerová, roz. Pokorná (1929–2007); historik a knihovník Zdeněk V. Tobolka; historička a archivářka Marie Kostílková, roz. Nosková (1934-2004)
- Politici: první starosta Střešovic Jan Korbel (1855–1932); bratr prezidenta Edvarda Beneše Vojta Beneš, právnička Dagmar Burešová;
- Kněží: ředitel Arcibiskupského semináře Monsignore Jan Nepomuk Říhánek, kněží z ústavu Vincentinum Na Andělce: Ignác Blažek (1888–1919) a Jaroslav Libánský (1894–1926); kněz jubilár Michael Blažek (1849–1928); Adolf Svoboda (1868–1946) děkan v Čelákovicích; Emanuel Svoboda (1870–1937) děkan v Sedlčanech
- Vojáci: nadporučík Jaroslav Klenka (1885–1939)[3]; štábní kapitán Josef Kriml († 1948)[4]; Josef Kusala (†8.5.1945, padl v boji, 37 let),[5] generál a legionář Josef Nosál (1885–1940)[6]

## Autoři náhrobků
- Kamenná plastika: Břetislav Benda
- Funkcionalistické náhrobky: Josef Zajíc (+1946)

## Galerie

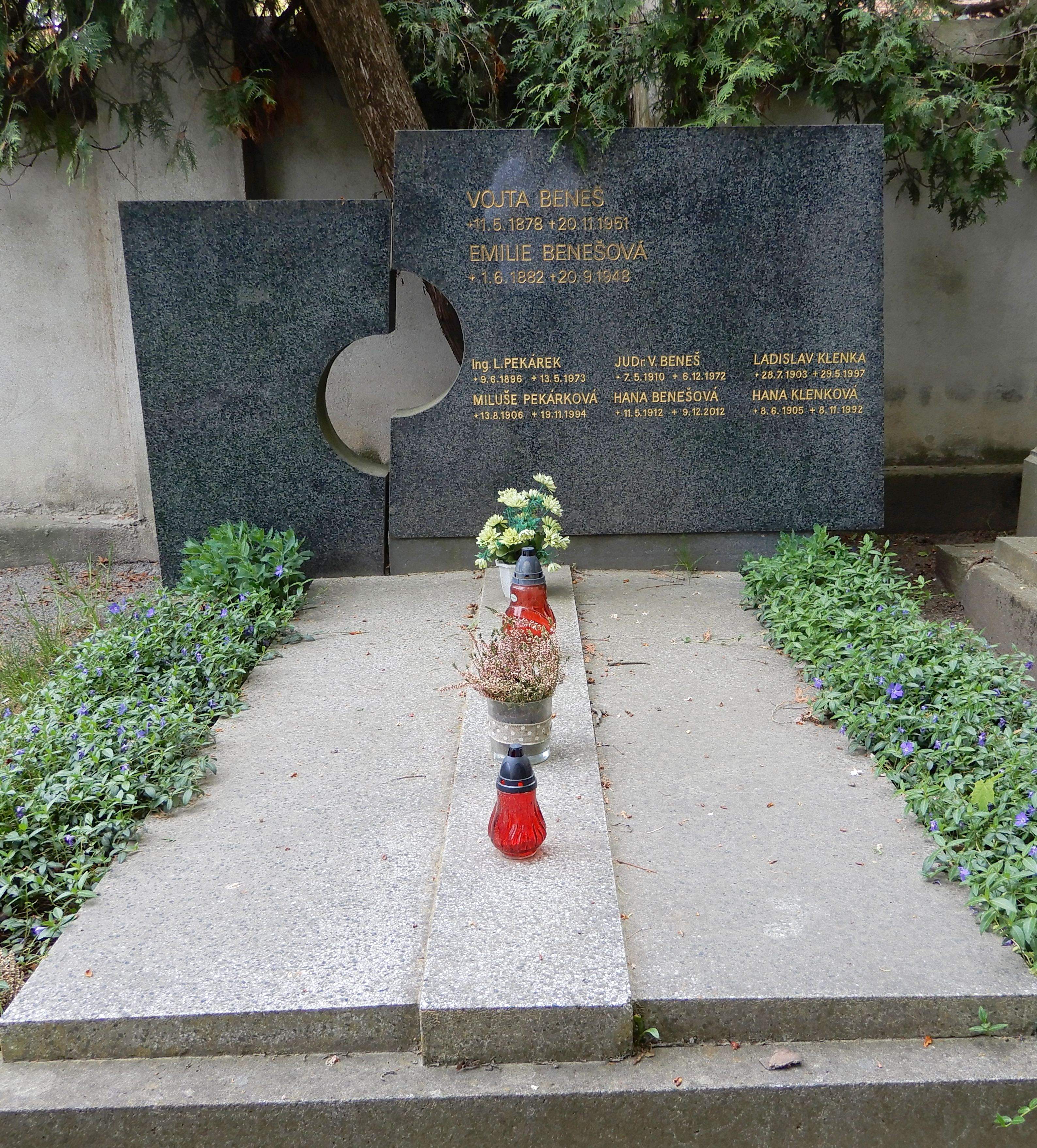
Vojta Beneš hrob
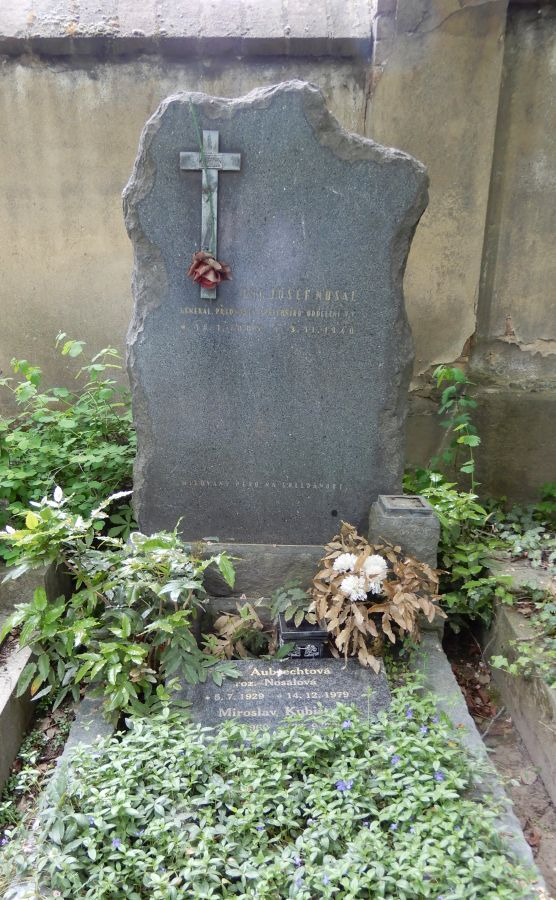
Generál Josef Nosál
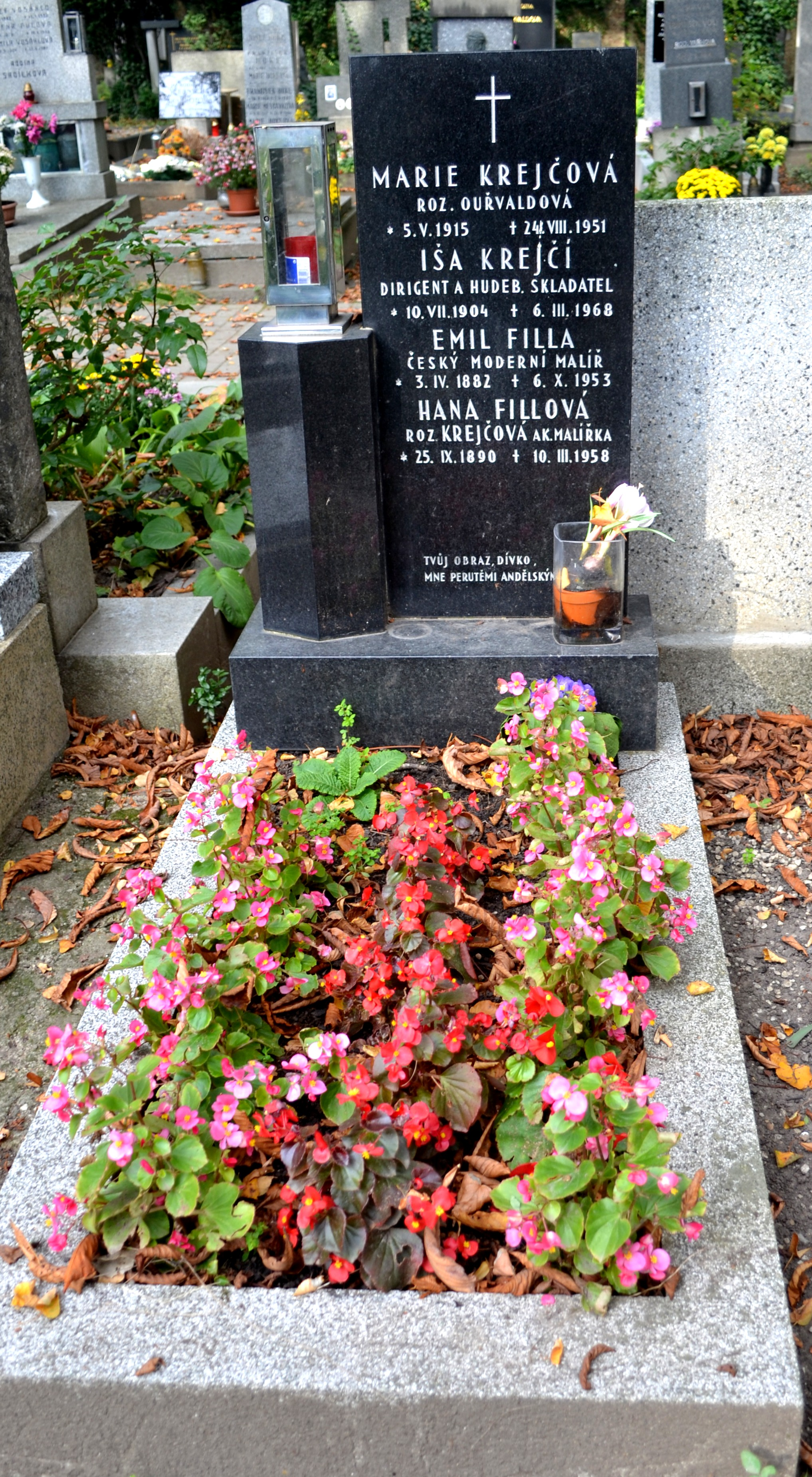
Emil Filla a Iša Krejčí
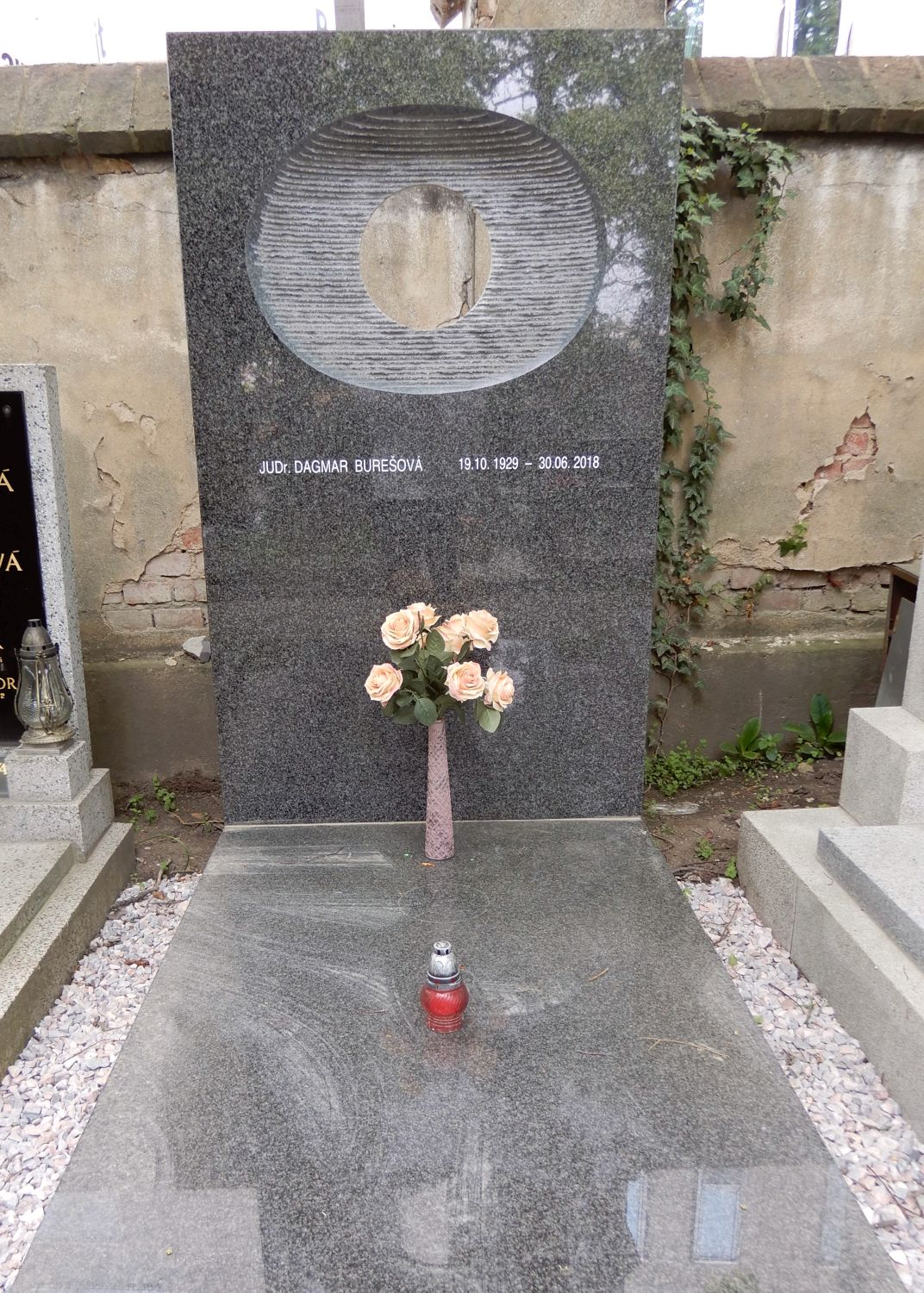
Dagmar Burešová
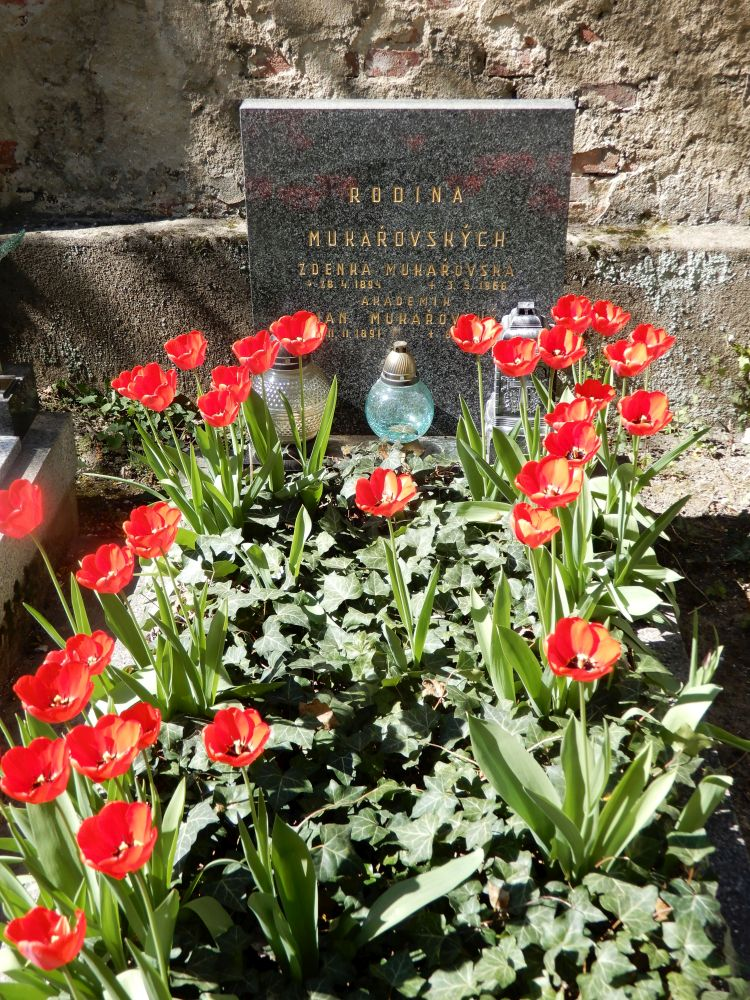
Jan Mukařovský
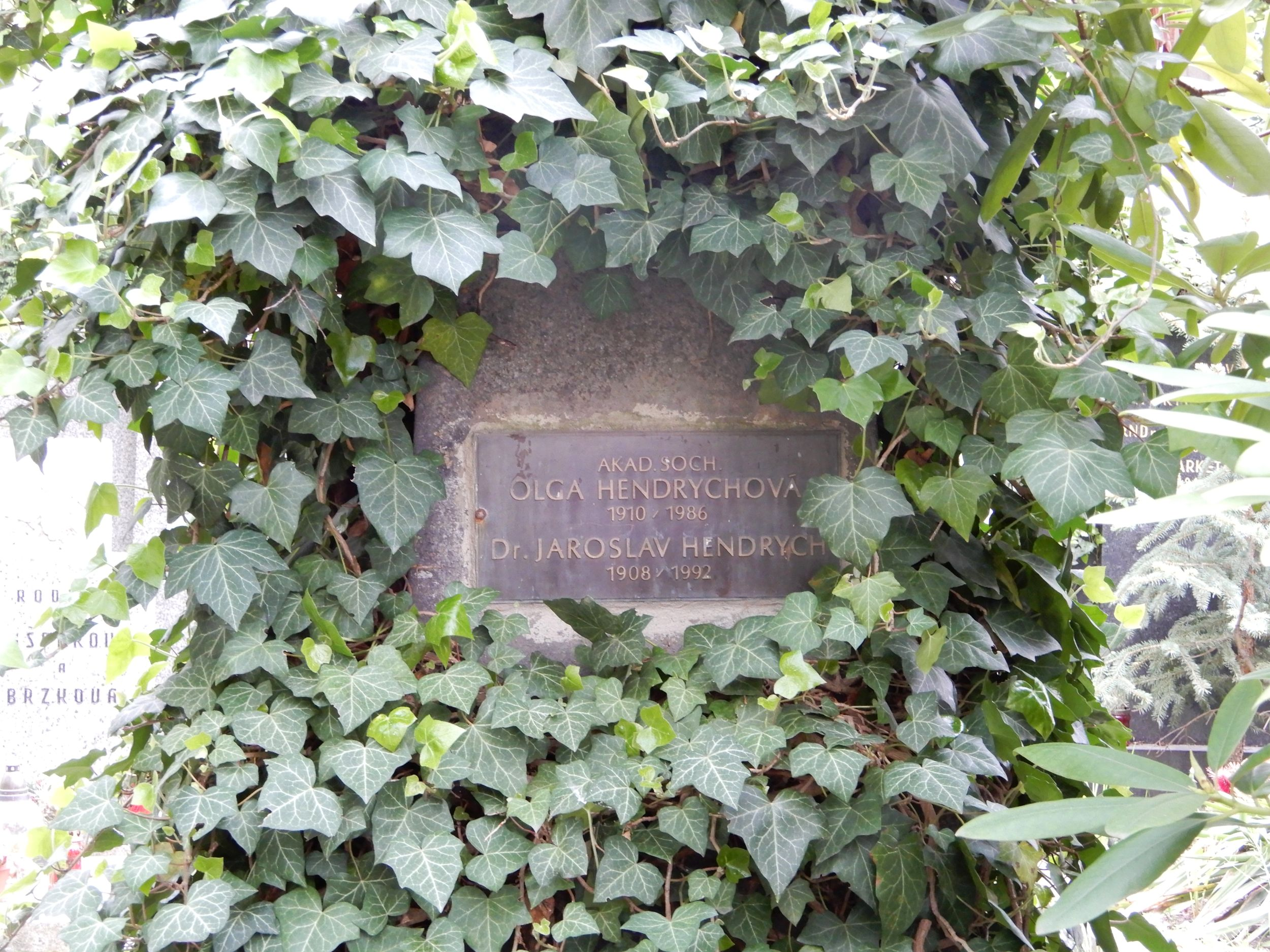
Olga Hendrychová
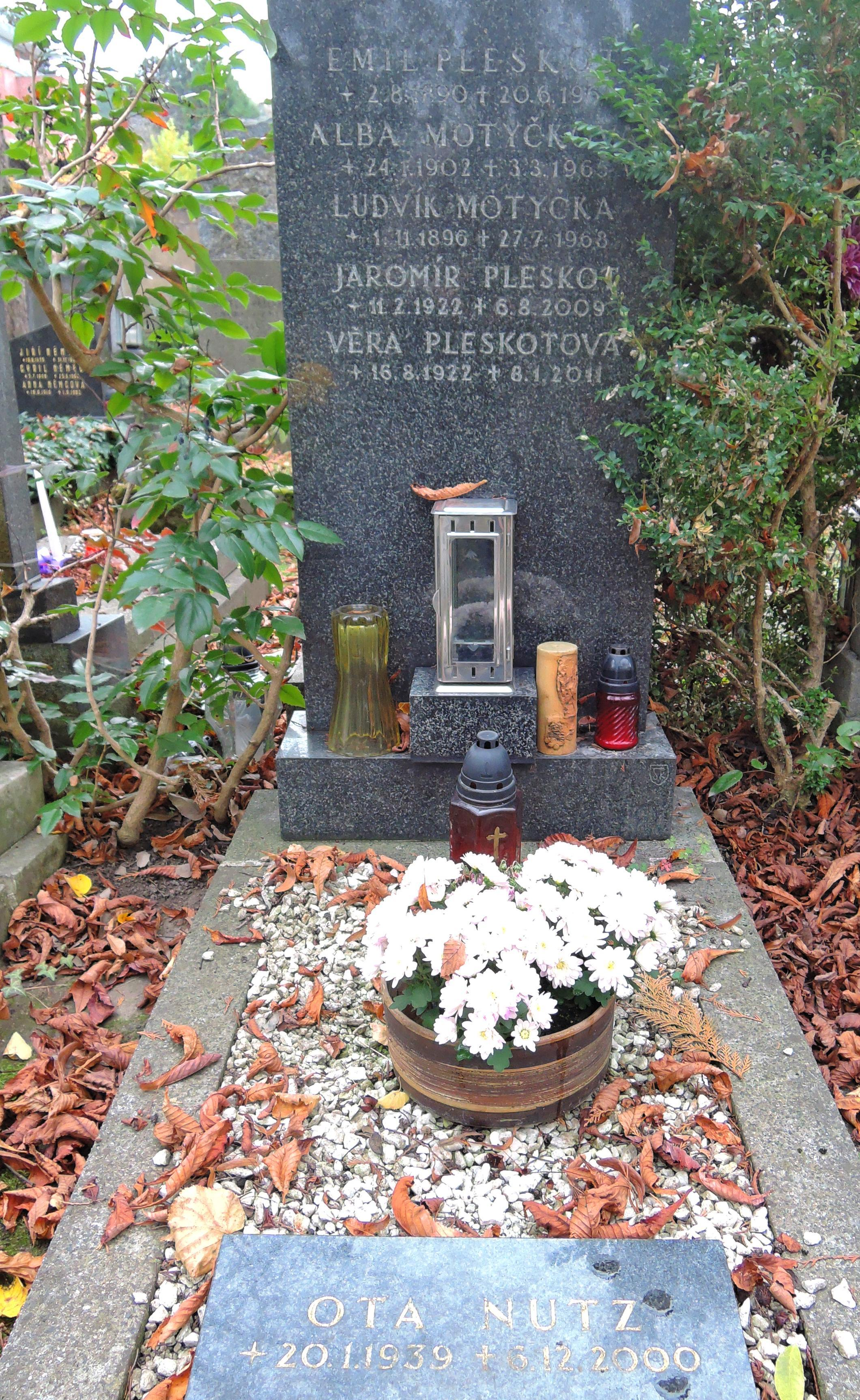
Jaromír Pleskot a Ota Nutz
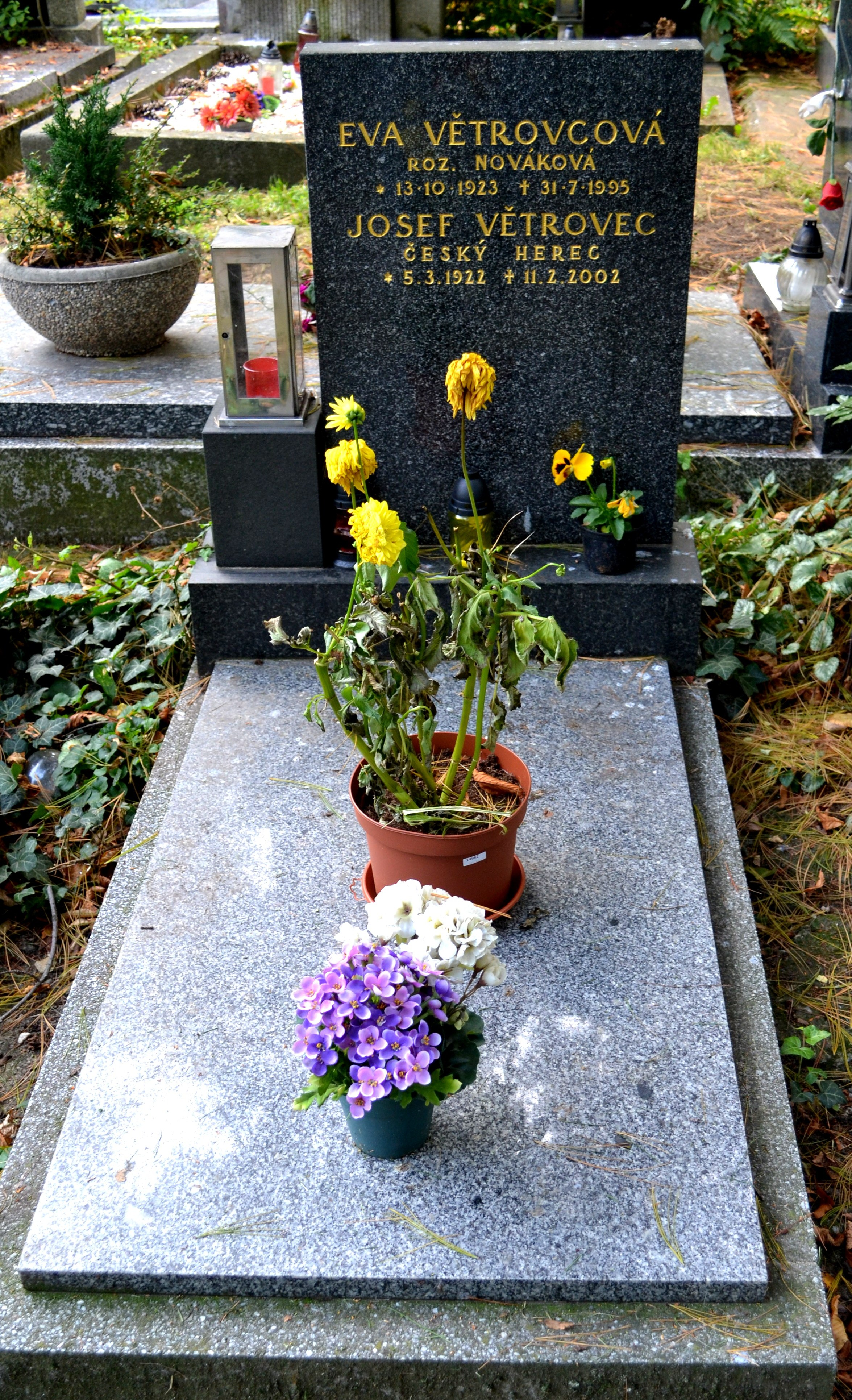
Josef Větrovec
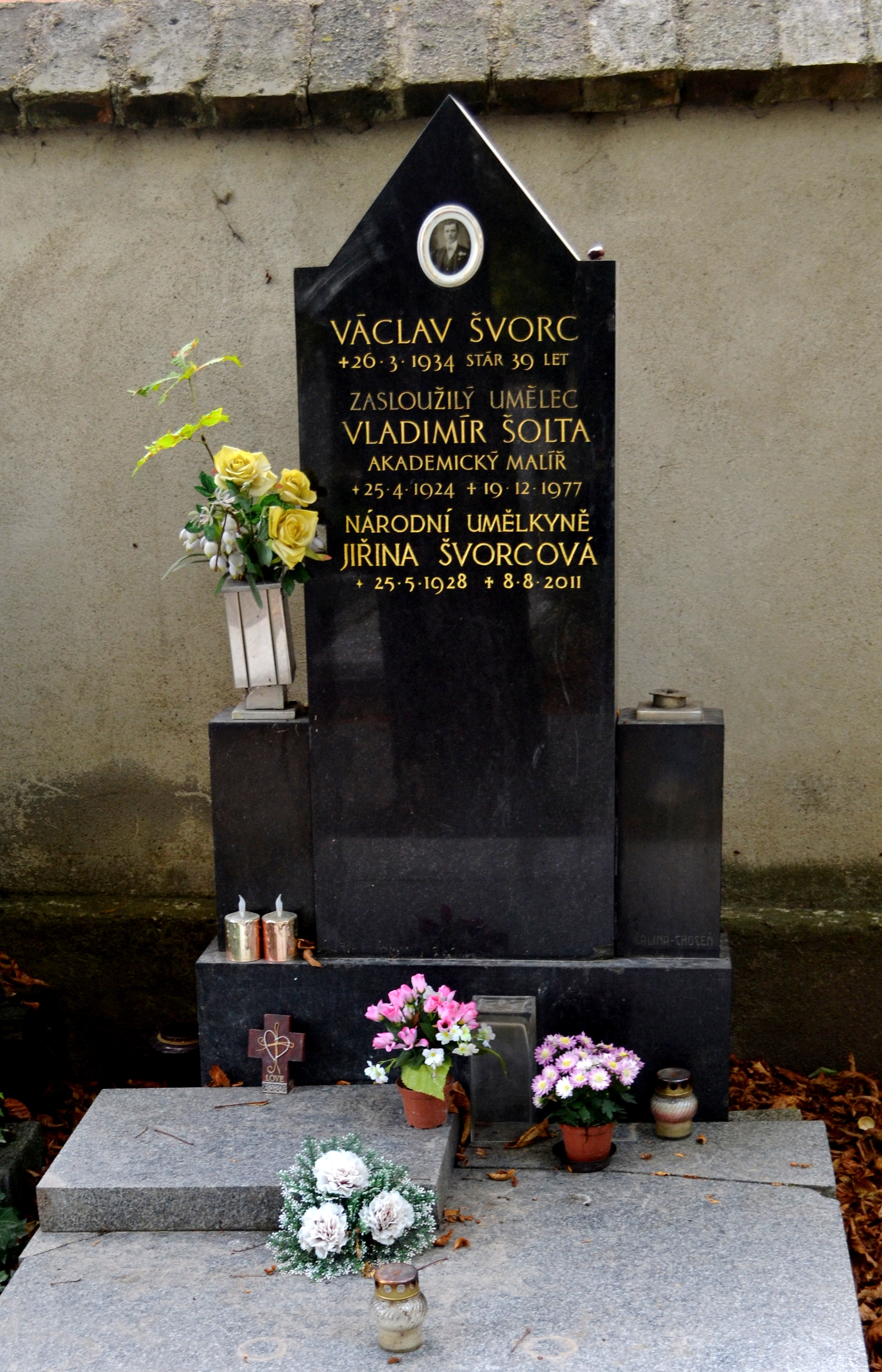
Vladimír Šolta a Jiřina Švorcová
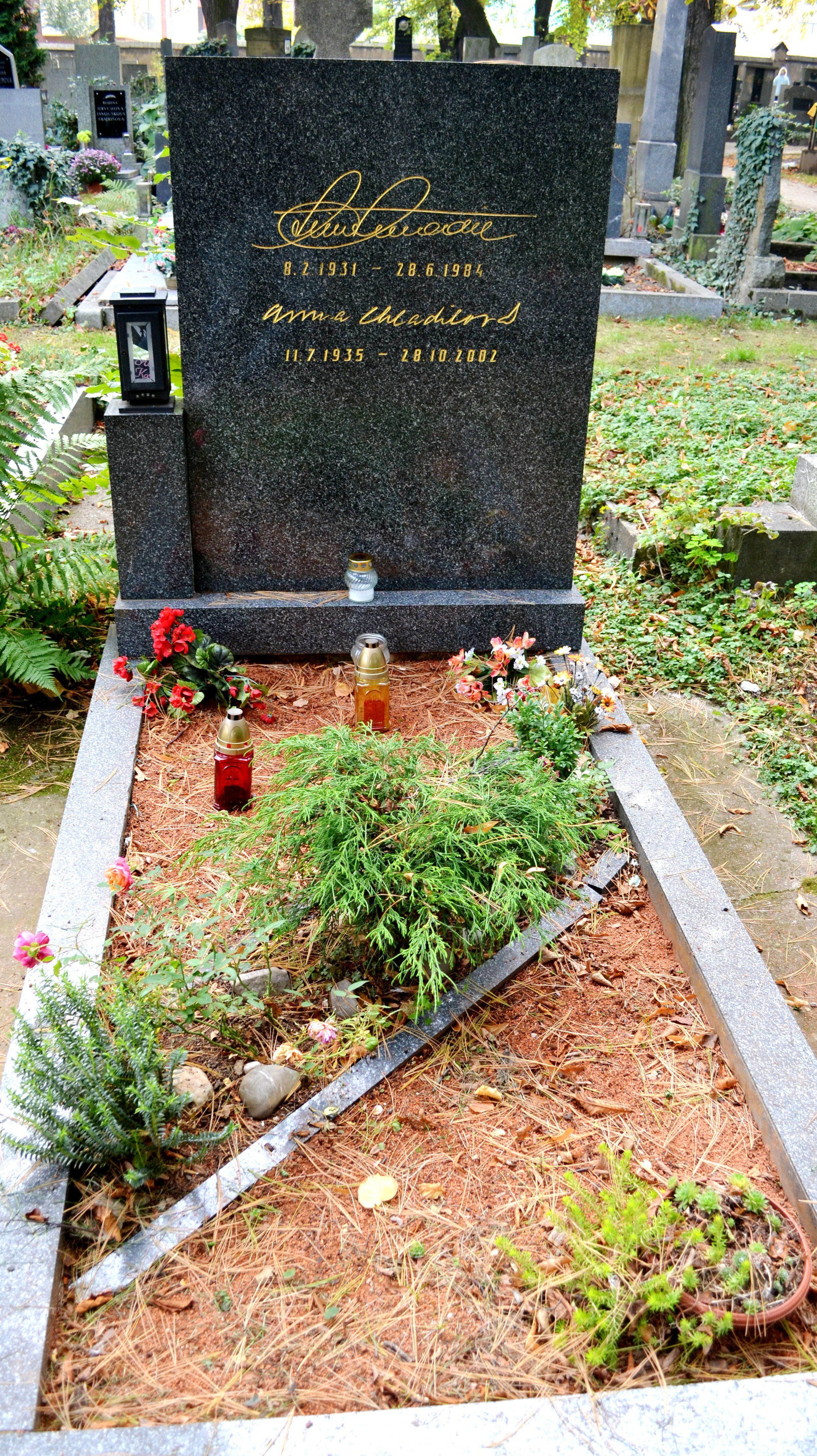
Milan Chladil
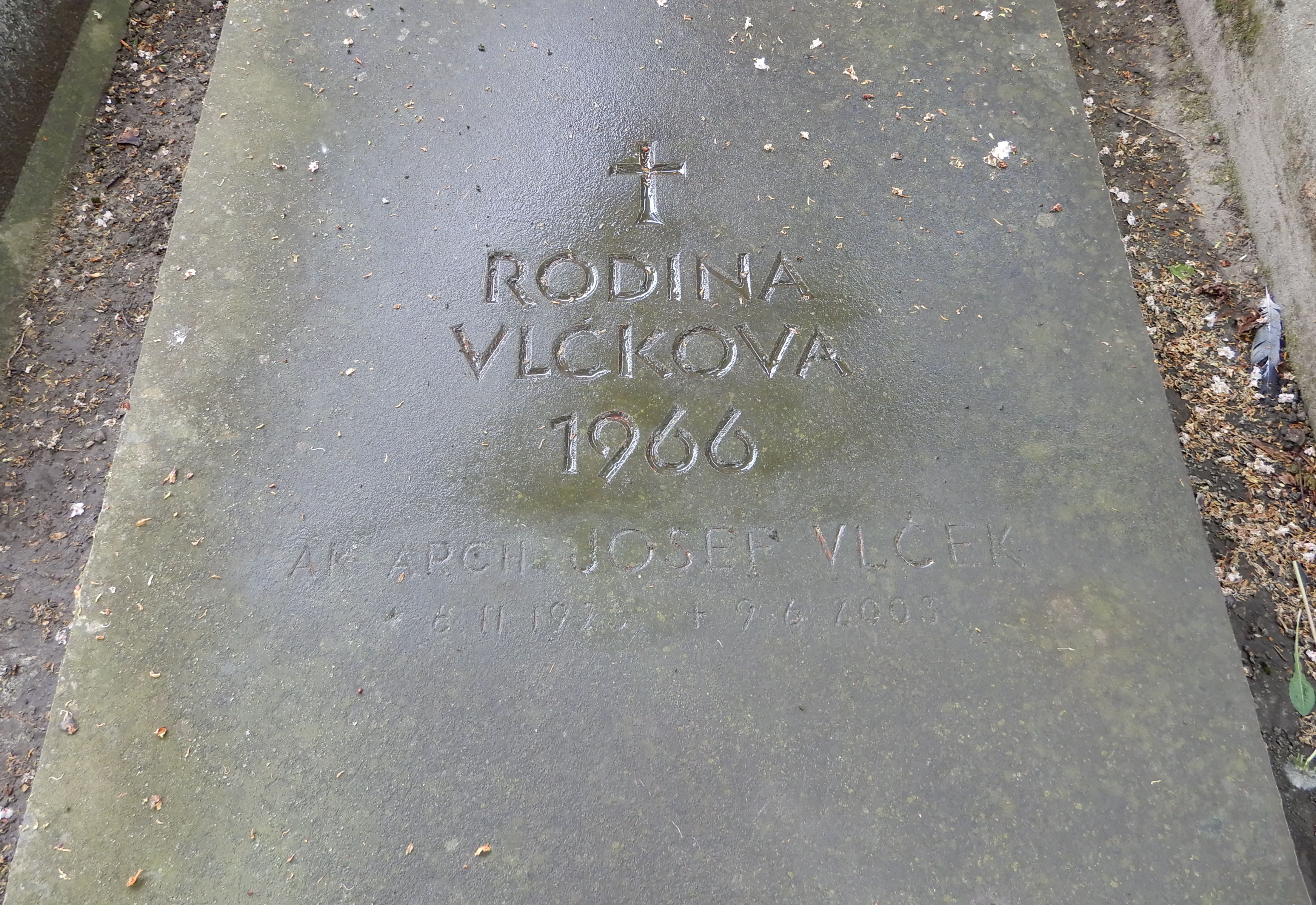
Josef Vlček